# Auktion & Markt
Die Auktion & Markt AG ist ein Auktionshaus für Gebrauchtfahrzeuge, Youngtimer und Oldtimer sowie Gewerbeimmobilien. Gegründet wurde das Unternehmen von Karl Rolf Muth.

## Überblick
Das mittelständische, inhabergeführte Unternehmen, ist mit verschiedenen Auktionsplattformen in unterschiedlichen Branchen aktiv. Dabei konzentriert man sich mit den Geschäftsbereichen Autobid.de, Classicbid und propertybid.de im Wesentlichen auf die Themen „professioneller Kfz-Handel“, „klassische Automobile“ und „(Investment-) Immobilien“.

## Geschichte
Auktion & Markt wurde im August 1988 als Einzelunternehmen vom öffentlich bestellten und vereidigten Auktionator Karl Rolf Muth in Wiesbaden mit dem Ziel gegründet, gebrauchte Fahrzeuge in Live-Auktionen an Privat und Handel zu versteigern. Einige Jahre nach der Gründung entschied man sich, nur noch gewerbliche Kfz-Händler zu den Auktionen zuzulassen – Privatpersonen sind seither vom Kauf ausgeschlossen. 2001 begann Auktion & Markt damit, zusätzlich zur Hauptverwaltung, mehrere Auktionszentren in Deutschland sowie Vertretungen im Ausland zu eröffnen.
2004, ein Jahr nach Start der Auktionsplattform Autobid.de (Gebrauchtwagenauktionen konnten jetzt auch online in Echtzeit durchgeführt werden), nahm Auktion & Markt die Rechtsform einer Aktiengesellschaft an.
Zu den jährlich über 140.000 versteigerten Fahrzeugen zählen überwiegend Leasingrückläufer, Inzahlungnahmen, Unfallfahrzeuge sowie Werkswagen, Nutzfahrzeuge und Oldtimer.
Mehr als 25.000 registrierte Kfz-Händler aus rund 40 Ländern Europas nutzen die Auktionsplattform für ihren Fahrzeugzukauf.

## Geschäftsbereiche
In 2003 entstand der Geschäftsbereich Autobid.de für die B2B-Vermarktung von Gebrauchtwagen über eine international ausgerichtete Online-Auktionsplattform. Mit propertybid.de ist die Auktion & Markt AG seit 2013 im Bereich der Immobilienverwaltung tätig. Ein Jahr später folgte Classicbid, eine Auktions- und Handelsplattform für klassische Automobile. Mitte 2018 wurde dann das ClassicX Café & Restaurant eröffnet, welches sich in den Räumlichkeiten des Classicbid Zentrums Rheinhessen in Grolsheim (bei Bingen am Rhein) befindet. Im Sommer 2020 kamen dann das ClassicX Landhaus & Hotel sowie die direkt angrenzende ClassicX Nahetal-Arena mit Sitz in Gensingen (Rheinhessen) dazu.